# یووان میاتوویچ
یووان میاتوویچ (سیریلیک صربی: Јован Мијатовић؛ زادهٔ ۱۱ ژوئیهٔ ۲۰۰۵) بازیکن فوتبال اهل صربستان است که در حال حاضر برای باشگاه فوتبال نیویورک سیتی بازی می‌کند. 
وی همچنین در تیم‌های ملی فوتبال زیر ۱۷ سال و زیر ۱۹ سال صربستان بازی کرده است.